# 西川貞一
西川 貞一（にしかわ さだいち、1902年2月27日 - 1991年9月25日）は、日本のジャーナリスト・政治家。日月荘閑人と号した。

## 生涯
現在の山口県美祢市出身。
関門日日新聞編集局長を経て1936年の第19回衆議院議員総選挙に旧山口1区から無所属で立候補し初当選。当選後、立憲政友会に入党。1937年の第20回衆議院議員総選挙では政友会の公認を得て立候補し2度目の当選。1939年の政友会分裂に際しては久原房之助や鳩山一郎らとともに正統派に所属した。政党解消後は翼賛議員同盟に所属し、1942年の第21回衆議院議員総選挙に翼賛政治体制協議会の推薦を受けて立候補し3度目の当選。その後は翼賛政治会及び大日本政治会に所属。1945年5月には鈴木貫太郎内閣の大蔵参与官に就任した。
終戦後の1945年11月、旧日政会系の日本進歩党結党に参加。日政会を母胎にしたとはいえ進歩党所属議員の大半は政党解消以前は立憲民政党・政友会革新派・政友会統一派に所属しており、政友会正統派に所属していた議員で進歩党結党に参加した者は西川以外では猪野毛利栄・三善信房・依光好秋・高畠亀太郎・中井一夫・綾部健太郎の6名のみである。また西川と同じく戦前政友会正統派に所属していた三土忠造は進歩党と連携し、進歩党が与党となった幣原内閣にも入閣したが、進歩党の結党自体には参加しなかった。
翼賛選挙で推薦候補だったため公職追放。追放解除後の1952年、宇部時報社（現・宇部日報）に入社。同年第25回衆議院議員総選挙に自由党の公認を得て立候補し4度目の当選、政界に復帰した。翌年の第26回衆議院議員総選挙には立候補せず政界から引退。その後宇部時報社社長。1967年には会長に退き、その後相談役に退いた。1972年勲二等瑞宝章を受章。
1991年9月25日、老衰のため89歳で死去。